# Dolnja Težka Voda
Dolnja Težka Voda – wieś w Słowenii, w gminie miejskiej Novo mesto. W 2018 roku liczyła 218 mieszkańców. 